# Tesalia (kommun)
Tesalia är en kommun i Colombia.   Den ligger i departementet Huila, i den centrala delen av landet, 290 km sydväst om huvudstaden Bogotá. Antalet invånare är 8 874.